# Saône (folyó)
A Saône folyó Franciaországban, a Rhône jobb oldali, legjelentősebb mellékfolyója.

## Földrajzi adatok
Vosges megyében, a Vogézekben ered 405 méter magasan  és Lyonnál, Rhône megyében torkollik a Rhône-ba. Hossza 473,4 km, vízgyűjtő területe 29 321 km². Átlagos vízhozama 473 m³ másodpercenként.
Mellékfolyói a Coney, Lanterne, Durgeon, Azergues, Ognon, Tille, Ouche, Doubs, Brevenne, Reyssouze, Formans és a Seille.
Két megye névadója.

## Megyék és városok a folyó mentén
- Vosges : Monthureux-sur-Saône
- Haute-Saône : Gray
- Côte-d’Or : Auxonne
- Saône-et-Loire : Chalon-sur-Saône, Tournus, Mâcon
- Rhône : Villefranche-sur-Saône, Caluire-et-Cuire, Lyon
- Ain : Thoissey, Trévoux